# First Arabian Corp
First Arabian Corp est une banque américaine. Les autorités américaines l'ont désigné comme un paravent de la BCCI qui fut associée à diverses activités criminelles, en particulier le blanchiment d'argent au profit des cartels colombiens de la cocaïne.
Elle fut actionnaire de la Banque arabe internationale d'investissement (BAII), la plus arabe des banques française et la plus française des banques arabes. 